# Biton philbyi
Biton philbyi är en spindeldjursart som beskrevs av Lawrence 1954. Biton philbyi ingår i släktet Biton och familjen Daesiidae. Inga underarter finns listade.